# Denkte
Denkte är en kommun i Landkreis Wolfenbüttel i förbundslandet Niedersachsen i Tyskland. 
Kommunen bildades 1 mars 1974 genom en sammanslagning av de tidigare kommunerna Groß Denkte, Klein Denkte, Neindorf och Sottmar.
Kommunen ingår i kommunalförbundet Samtgemeinde Elm-Asse tillsammans med ytterligare elva kommuner.